# Râul Cupaș
Râul Cupaș este un curs de apă, afluent al râului Bicaz. Pe cursul său inferior, râul constituie limita dintre județele Harghita și Neamț.

## Hărți
- Harta județului Harghita
- Gyilkos-tó és környéke - Dimap, Budapest
- Harta Munții Hășmaș  Arhivat în 26 iunie 2008, la Wayback Machine.